# Okres Tamási

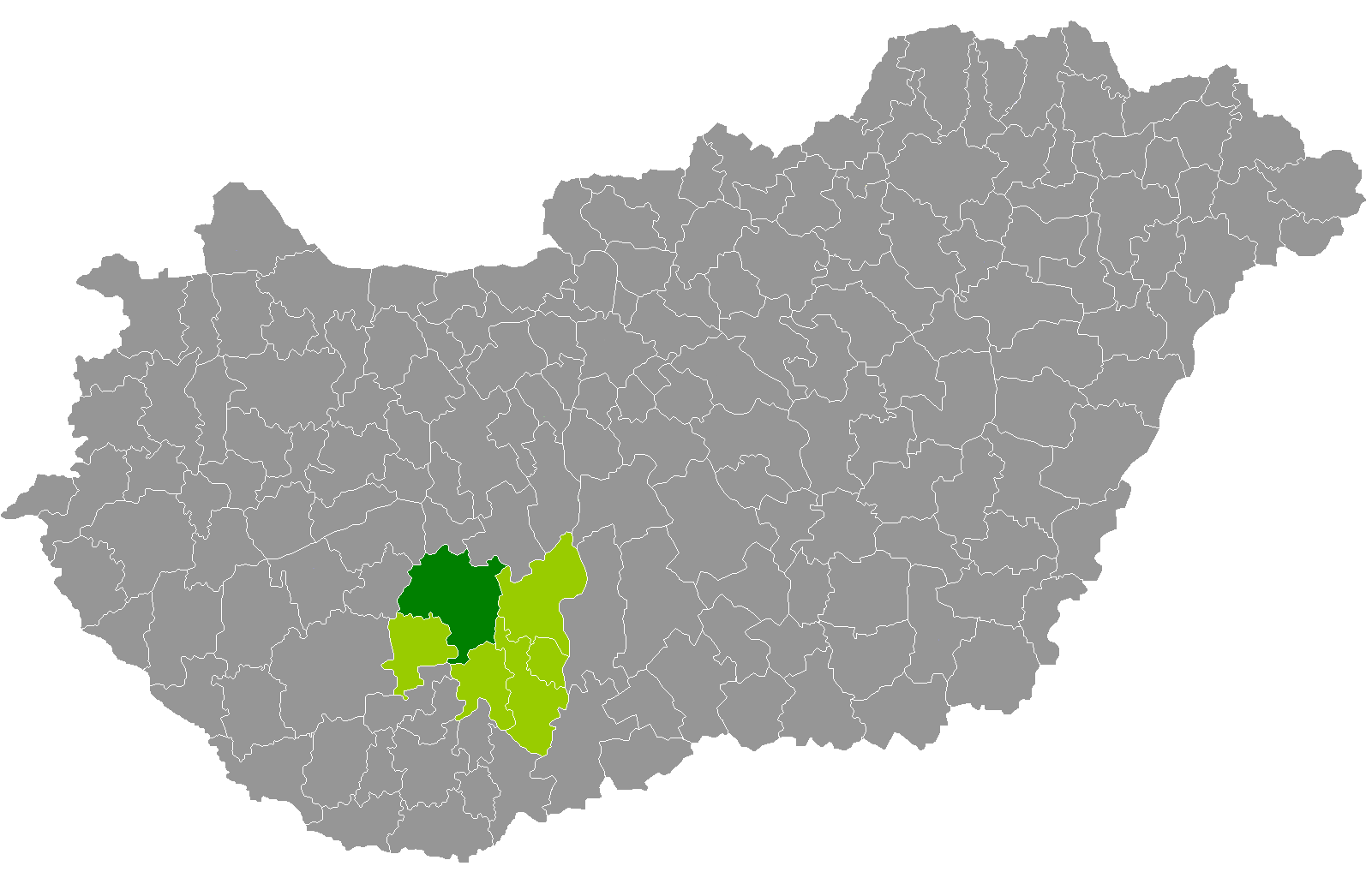
Okres Tamási v župě Tolna, Maďarsko

Okres Tamási (maďarsky Tamási járás) je okres v Maďarsku v župě Tolna. Jeho správním centrem je město Tamási.

## Sídla
V okrese se nachází celkem 32 měst a obcí.
- Belecska
- Diósberény
- Dúzs
- Értény
- Felsőnyék
- Fürged
- Gyönk
- Hőgyész
- Iregszemcse
- Kalaznó
- Keszőhidegkút
- Kisszékely
- Koppányszántó
- Magyarkeszi
- Miszla
- Mucsi
- Nagykónyi
- Nagyszékely
- Nagyszokoly
- Ozora
- Pári
- Pincehely
- Regöly
- Simontornya
- Szakadát
- Szakály
- Szárazd
- Tamási
- Tolnanémedi
- Udvari
- Újireg
- Varsád